# Arthur Bastien

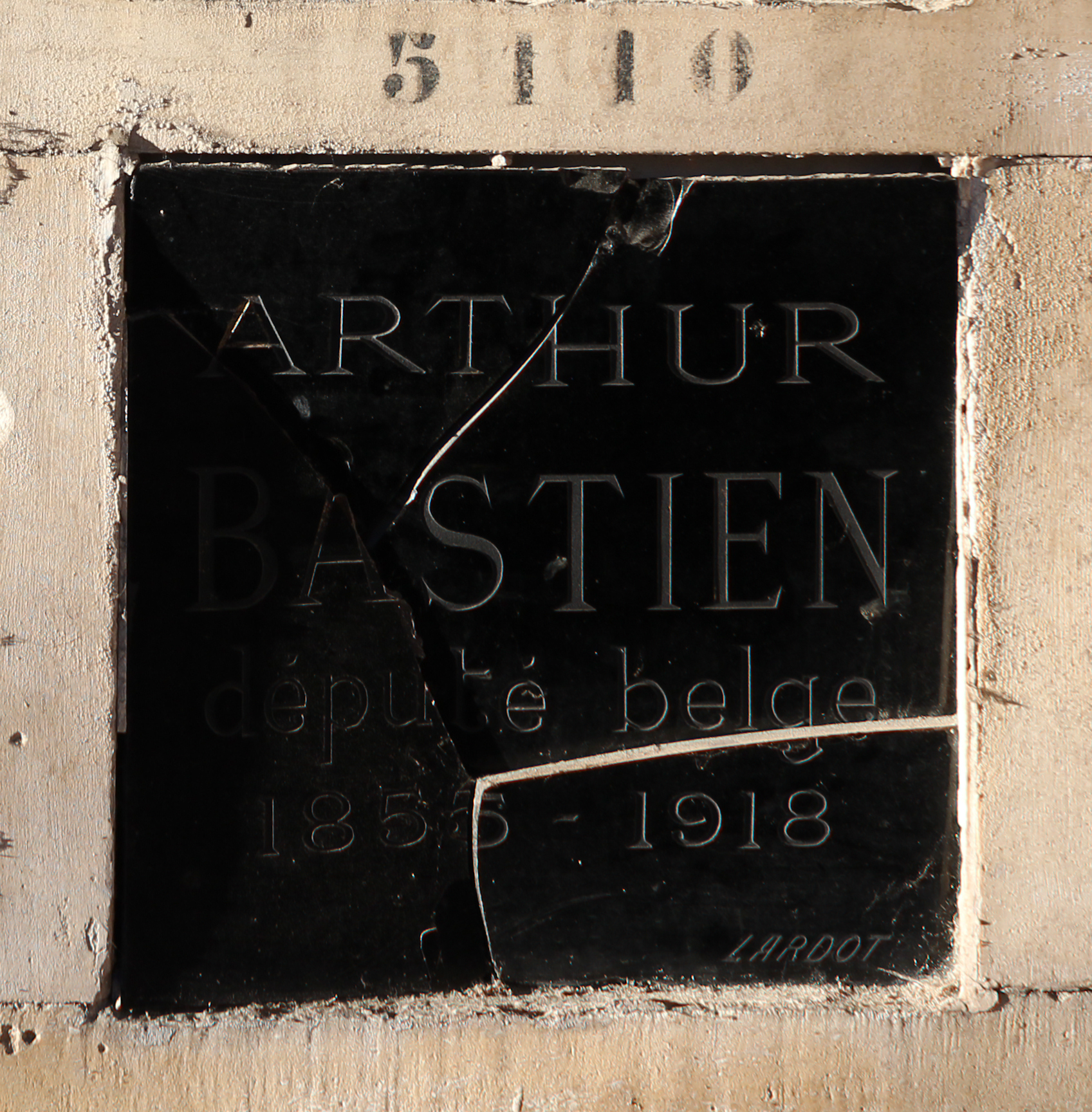
Arthur Bastien

Arthur Charles Adolphe Bastien (Ghlin, 27 januari 1855 - Brussel, 6 februari 1918) was een Belgisch volksvertegenwoordiger en senator.

## Levensloop
Arthur Bastien was de zoon van een landbouwarbeider die in Ghlin een kleine kruideniers- en fourniturenwinkel oprichtte. Na zijn middelbare studies in Bergen werd hij handelsreiziger, handelaar in fournituren en vervolgens samen met zijn broers Gustave en Charles eigenaar van een fabriek die huishoudtextiel produceerde.
Bastien had sympathie voor de ideeën van het socialisme. In 1890 nam hij met zijn broers deel aan de stichting van een 'Cercle socialiste' in Bergen, die vooral bestond uit leden van de middenklasse en de kleine burgerij. Deze 'Cercle socialiste' ging op in de socialistische Belgische Werkliedenpartij, die in die periode voluit streed voor de invoering van het algemeen stemrecht. Bastien nam deel aan openbare meetings van de BWP en ging in 1892 deel uitmaken van het bestuurscomité van de BWP-afdeling van de Borinage. Vanaf mei 1892 zetelde hij ook in de administratieraad van mijnwerkersvakbond Mine aux Mineurs en in december 1892 werd hij penningmeester van de algemene vakbond van mijnwerkers in de Borinage. Daarnaast was hij medewerker van het socialistische blad Le Suffrage universel en leverde hij bijdragen aan verschillende andere bladen, zoals L'Avenir du Borinage, L'Ouvrier mineur, het orgaan van de Nationale Federatie van Mijnwerkers, en L'Exploité, het blad van de communistischgezinde Joseph Jacquemotte. In 1899 was Bastien medeoprichter van de coöperatieve drukkerij van Cuesmes.
In mei 1893 werd Bastien in Bergen opgepakt bij een betoging van mijnwerkers voor de invoering van het algemeen stemrecht, die door de Burgerwacht bloedig uit elkaar werd geslagen. Korte tijd later werd hij zonder gevolg vrijgelaten; het parket vond dat Bastien en andere bestuurders van de mijnwerkersvakbonden in de Borinage geen enkele schuld hadden aan de tragische gebeurtenissen die zich tijdens de betoging hadden voorgedaan en legde alle verantwoordelijkheid bij de Burgerwacht van Bergen.
Een jaar later werd het algemeen meervoudig stemrecht ingevoerd, hetgeen het de socialisten mogelijk maakte om afgevaardigden naar het parlement te sturen. Bij de verkiezingen van oktober 1894 kreeg Bastien als boegbeeld van de socialisten uit de Borinage een plek op de BWP-lijst voor het arrondissement Bergen. Hij werd verkozen in de Kamer van volksvertegenwoordigers en bleef er zetelen tot in 1900. Daarna zetelde hij van 1900 tot 1912 als provinciaal senator voor Henegouwen in de Senaat. In 1912 werd hij opnieuw gekozen als volksvertegenwoordiger, een mandaat dat hij ditmaal bekleedde tot aan zijn dood in 1918. 
Zijn parlementaire activiteiten bleven beperkt. In 1897 diende hij een wetsvoorstel in om de belastingen op klassieke consumptiegoederen als suiker af te schaffen, wat volgens hem zou leiden tot een grootschaligere teelt van suikerbieten en tot een verhoogde productie van gesuikerde producten in eigen land. In 1909 kwam hij tussen in het debat over een eventuele vermindering van het aantal werkuren voor mijnwerkers, waarbij hij opriep om ook aandacht te hebben voor de beroepsziekten waarmee mijnwerkers geconfronteerd werden en wees op de noodzakelijkheid voor mijnwerkers om zich intellectueel en moreel te kunnen ontwikkelen. Vanaf 1910 liet hij zich door ziekte nog maar zelden in het parlement zien. Als senator zetelde hij in de commissie Oorlog. 
In 1911 werd hij Bastien nog gemeenteraadslid in Bergen. Hij overleed in februari 1918 in Brussel. Zijn stoffelijk overschot werd naar Parijs gevoerd voor crematie en de as bijgezet in het columbarium van de Père-Lachaise.
Hij was de oom van de schrijver Charles Plisnier. 